# Грушевое (Лебединский район)
Гру́шевое (укр. Грушеве) — село,
Червленовский сельский совет,
Лебединский район,
Сумская область,
Украина.
Код КОАТУУ — 5922989102. Население по переписи 2001 года составляло 8 человек .

## Географическое положение
Село Грушевое находится между реками Лозовая и Псёл (4-6 км).
На расстоянии в 0,5 км расположено село Новоселовка.
По селу протекает пересыхающий ручей с запрудой.
Рядом проходит автомобильная дорога Т-1913.

## Экономика
- Овце-товарная ферма.